# Mike Whitmarsh
Mike Whitmarsh (San Diego, 18 mei 1962 – Solana Beach, 17 februari 2009) was een Amerikaans basketballer en beachvolleyballer. In de laatste discipline won hij zilver bij de Olympische Spelen in 1996 en bij de wereldkampioenschappen in 1997.

## Biografie
Whitmarsh werd in 1962 geboren in Californië. Hij speelde basketbal voor zijn highschool in Spring Valley en later ook voor Grossmont College in El Cajon. Vervolgens studeerde hij politicologie aan de Universiteit van San Diego waar hij in 1985 zijn bachelor behaalde. Hij speelde voor het basketbalteam van de universiteit, waarmee hij in 1984 de titel bij de West Coast Conference won. Datzelfde jaar werd hij door de Portland Trail Blazers gekozen in de draft, maar hij debuteerde niet in de NBA. Hij speelde drie jaar professioneel in de Duitse competitie waar hij onder meer uitkwam voor Alba Berlin.
Daarnaast was hij in 1986 begonnen met volleybal en in 1990 maakte hij definitief de overstap naar het beachvolleybal. Hij speelde dat jaar dertien wedstrijden in de AVP Tour met verschillende partners, waaronder Bill Boullianne en Jon Stevenson. Met Stevenson behaalde hij de derde plaats in Seal Beach. Een jaar later was Whitmarsh actief op 22 toernooien, waarvan vijf met Stevenson en tien met John Hanley. Met Hanley werd hij tweemaal tweede (Cape Cod en Milwaukee). In 1992 nam Whitmarsh in totaal aan 25 toernooien deel en speelde hij achtereenvolgens met Stevenson, Brent Frohoff, Ricci Luyties en Brian Lewis. Met Frohoff boekte hij de overwinning in New Orleans. Het seizoen daarop deed hij met Lewis mee aan negen toernooien. Ze behaalden drie podiumplaatsen; in Clearwater eindigden ze als tweede en op Hawaï en in New York als derde. Vervolgens vormde hij een team met Mike Dodd. Ze speelden in 1993 nog dertien wedstrijden en werden eerste in Seal Beach.
Het seizoen daarop was het duo actief op 25 toernooien in de Amerikaanse competitie. Ze behaalden zeventien podiumplaatsen, waarvan drie eerste plaatsen (Fort Myers, Isla Verde en Seal Beach). In 1995 namen ze opnieuw deel aan 25 toernooien en boekten ze zes zeges (Pensacola, Clearwater, San Francisco, Baltimore, Milwaukee en Seal Beach). Daarnaast wonnen ze het FIVB-toernooi in Hermosa Beach in de World Tour. Met Eric Fonoimoana werd Whitmarsh verder tweede bij het toernooi in Carolina. Het daaropvolgende jaar nam het duo deel aan de eerste officiële editie van het beachvolleybaltoernooi op de Olympische Spelen in Atlanta. Whitmarsh en Dodd wonnen in eigen land de zilveren medaille, nadat ze de finale van hun landgenoten Karch Kiraly en Kent Steffes verloren hadden. In de World Tour speelden ze verder vijf wedstrijden met twee overwinningen (Espinho en Fortaleza) en een tweede plaats (Durban) als resultaat. In de AVP Tour kwamen ze uit op twintig toernooien en boekten ze de overwinning in San Francisco.
In 1997 namen ze deel aan vijftien binnenlandse toernooien met twee eerste plaatsen (Fort Myers en Dallas) als resultaat. Met Canyon Ceman deed hij mee aan vier toernooien in de AVP Tour en behaalde hij enkel podiumplaatsen en de zege in Belmar. Daarnaast was hij met Ceman actief op de eerste officiële wereldkampioenschappen in Los Angeles. Ze bereikten de finale waar het Braziliaanse duo Rogério Ferreira en Guilherme Marques te sterk was, waardoor Whitmarsh en Ceman het zilver wonnen. Het jaar daarop speelde Whitmarsh achtereenvolgens met Ceman, Lewis en Steffes in totaal zeventien toernooien in de Amerikaanse competitie. Hij haalde vijfmaal het podium en eindigde driemaal als eerste (Chicago, Belmar en San Diego). Met Steffes nam hij verder deel aan drie toernooien in de World Tour en werd hij tweede in Espinho. Met Kiraly behaalde hij in Tenerife eveneens de tweede plaats.
In 1999 speelde Whitmarsh samen met David Swatik. Het duo deed mee aan negen toernooien in de binnenlandse competitie en boekte drie overwinningen (Hermosa Beach, Belmar en Manhattan Beach). Bij de WK in Marseille kwamen ze niet verder dan de kwalificatie. Met Fonoimoana nam hij verder deel aan twee toernooien in de World Tour. Het daaropvolgende seizoen speelde hij in de AVP Tour drie wedstrijden met zowel Swatik als Matt Unger, waarna hij tot en met eind van zijn carrière in 2004 een team vormde met Ceman. In 2000 behaalden Whitmarsh en Ceman bij vijf toernooien in de binnenlandse competitie drie podiumplaatsen waaronder een overwinning in Belmar. Het jaar daarop waren ze actief op zeven toernooien en kwamen ze niet verder dan twee tweede plaatsen (Huntington Beach en Muskegon). In 2002 speelden ze zeven wedstrijden. Het duo werd eenmaal eerste (Belmar) en driemaal tweede (Huntington Beach, Manhattan Beach en Las Vegas).
Het seizoen daarop waren ze wederom actief op zeven toernooien in de AVP Tour en boekten ze de overwinning in Tempe. Internationaal nam het duo deel aan twee toernooien waarbij een derde plaats in Los Angeles werd behaald. In 2004 deden ze mee aan zes toernooien met een derde plaats in San Diego als beste resultaat. In Hermosa Beach speelde Whitmarsh zijn laatste professionele wedstrijd. Na afloop van zijn sportieve carrière was Whitmarsh actief als makelaar. Hij pleegde zelfmoord in 2009 en liet een vrouw en twee dochters na.

## Palmares
Kampioenschappen
- 1996:  OS
- 1997:  WK

FIVB World Tour
- 1995:  Hermosa Beach Open
- 1995:  Carolina Open
- 1996:  Grand Slam Espinho
- 1996:  World Series Fortaleza
- 1996:  World Series Durban
- 1998:  Espinho Open
- 1998:  Tenerife Open
- 2003:  Grand Slam Los Angeles